# 다후크주

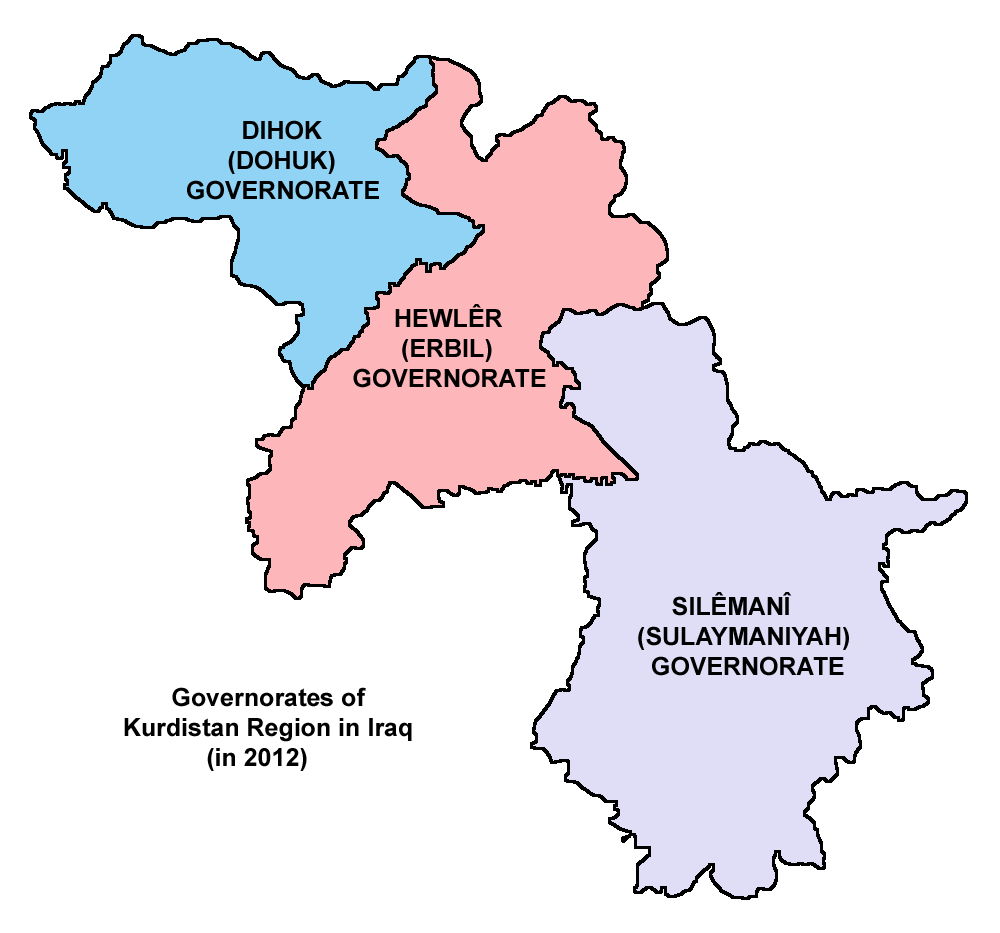

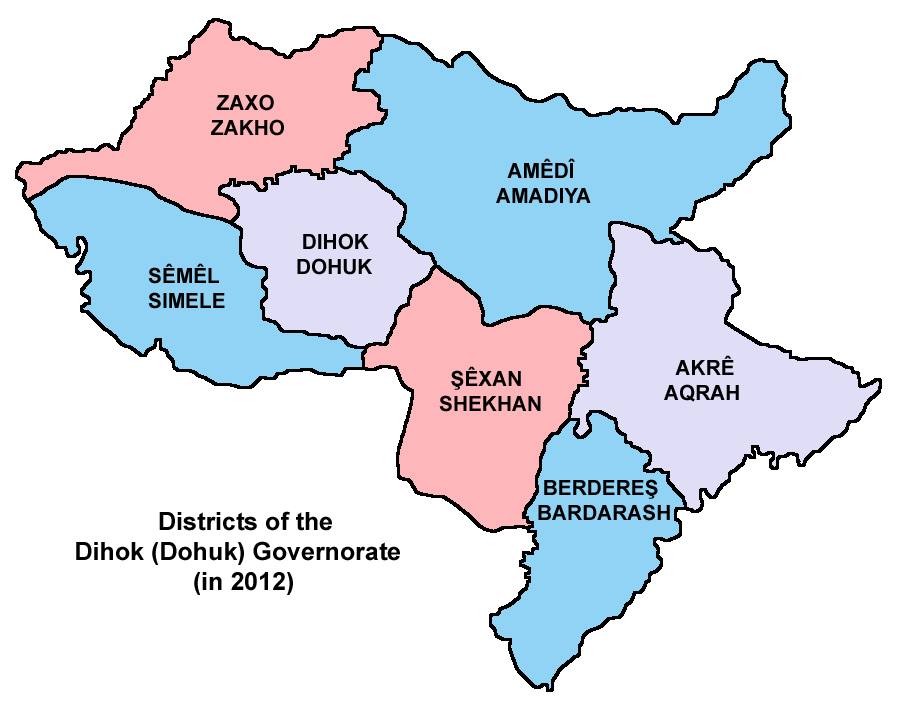

다후크주(아랍어: دهوك, 쿠르드어: Dihok)는 이라크 북부에 있는 주로 주도는 다후크이며 면적은 6,553km2, 인구는 958,201명(2009년 기준)이다. 쿠르드 자치구를 구성하는 주 가운데 하나이며 북쪽으로는 튀르키예와 국경을 접한다. 1976년 이전까지는 니나와주(모술주)의 일부였다.